# Lust, Caution
Lust, Caution,(xinès tradicional: 色，戒, pinyin: Sè, Jiè, literalment 'Sexe, perill') és una pel·lícula eròtica d'espionatge dirigida per Ang Lee, amb la qual va guanyar el segon Lleó d'Or al Festival de Venècia. Amb guió de James Schamus i protagonitzada per Tang Wei, Lee-Hom Wang, Joan Chen i Tony Leung en els papers principals.
Basada en la novel·la del mateix nom de l'escriptora xinesa Eileen Chang, publicada el 1979.

## Argument
Està ambientada en l'època de l'ocupació japonesa de la Xina i es basa en fets reals. Yee (Tony Leung) és un col·laboracionista. Old Wu, vol executar-lo i, per això, compta amb uns estudiants de la Universitat de Hong Kong. Wong Chia Chi (Wei Tang) que adoptarà el rol de Mrs. Mai serà l'encarregada d'infiltrar-se en l'àmbit familiar de Yee. En la vida real, el col·laborador de Xanghai era Ding Mocun. I la jove Zheng Pingru (鄭苹如 1918-1940). va ser l'agent del Servei d'Intel·ligència del Kuomintang, el KMT.(que va formar part del grup que va intentar executar el traïdor. Zheng Jingzhi, que manifestà ésser la germana petita de Zheng Pingru, s'ha queixat de la imatge que dona la pel·lícula sobre la seva germana. Ha manifestat que va morir essent una màrtir sacrificada pel seu patriotisme.

## Repartiment
- Tang Wei - Wong Chia-chi / Senyora Mak
- Tony Leung Chiu-Wai - Senyor Yee
- Llegeix-Hom Wang - Kuang Yumin
- Joan Chen - Sra. Yee
- Tou Chung-Hua - Ancià Wu
- Chin Kar Lok - Oficial assistent Tsao
- Chu Chih-Ying - Lai Xiujin
- Kao Ying-hsien - Huang Lei
- Ko Yue-Lin - Liang Junsheng
- Johnson Yuen - Auyang Lingwen/Senyor Mak
- Fan Kuang-Yao - Secretari Chang
- Anupam Kher - Khalid Said ud-Din
- Shyam Pathak - Empleat de la joieria
- Akiko Takeshita - Propietària de la taverna japonesa
- Hayato Fujiki - Coronel japonès Sato

## Al voltant de la pel·lícula
Segons el diari Le Monde, el cineasta, Ang Leedeia que l'autora de la novel·la en què es basa la pel·lícula. la periodista Eileen Chang, considerada col·laboracionista per alguns, estava casada amb Hu Lancheng, antic amant, i màxim responsable de la propaganda del Govern nacionalista de Nanjing (i antic amant) hauria estat deixada de banda per la relació del seu marit amb diverses joves entre les quals figurava una espia del KMT, encara que hauria també manifestat que l'argument de Lust, caution no tenia res a veure amb l'escriptora.
Aquesta és la segona pel·lícula de Ang Lee, guanyadora del Lleó d'Or del Festival Internacional de Cinema de Venècia.

## Premis

### Festival Internacional de Cinema de Venècia
| Any  | Categoria                                 | Persona        | Resultat   |
| ---- | ----------------------------------------- | -------------- | ---------- |
| 2007 | Lleó d'Or a la millor pel·lícula          | Ang Lee        | Guanyadora |
| 2007 | Osella a la millor direcció de fotografia | Rodrigo Prieto | Guanyador  |

## Nominacions

### Globus d'Or
| Any  | Categoria                                              | Persona | Resultat |
| ---- | ------------------------------------------------------ | ------- | -------- |
| 2008 | Globus d'Or a la millor pel·lícula de parla no anglesa | Ang Lee | Nominada |

### Premis BAFTA
| Any  | Categoria                             | Persona | Resultat |
| ---- | ------------------------------------- | ------- | -------- |
| 2008 | Millor pel·lícula de parla no anglesa | Ang Lee | Nominada |
| 2008 | Millor disseny de vestuari            | Pa Lai  | Nominada |